# Ponte Mjøsa

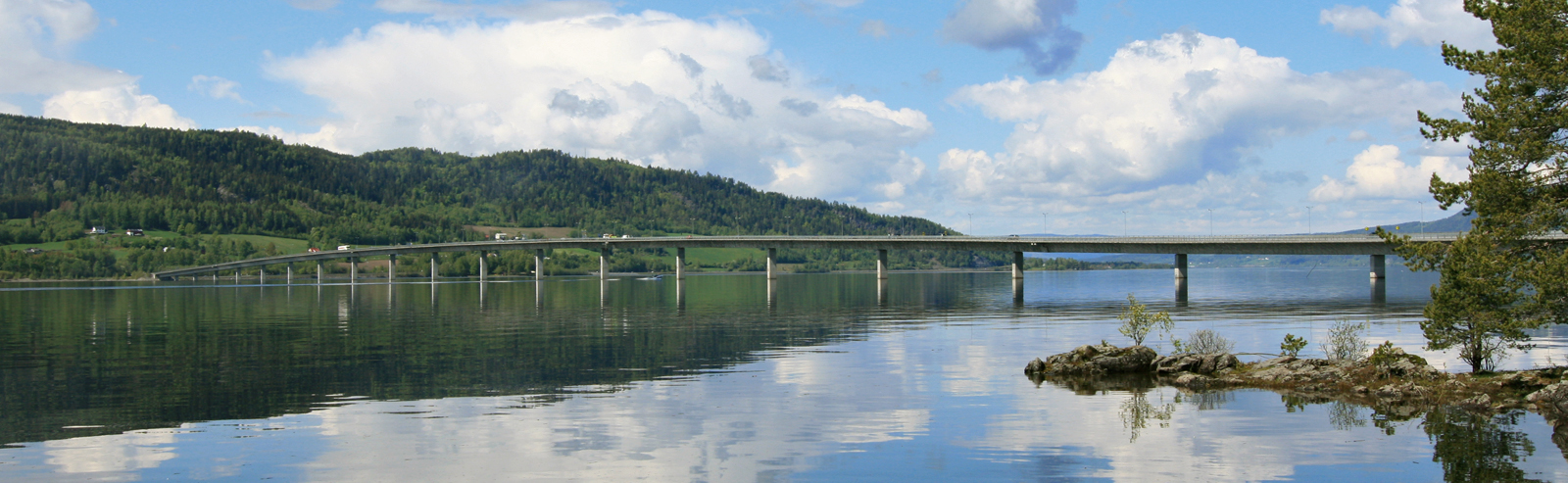
Ponte Mjøsa

A Ponte Mjøsa (Mjøsbrua) é uma ponte auto-estrada que atravessa lago Mjøsa entre Moelv e Biri, nos condados de Hedmark e Oppland, na Noruega. A ponte tem 1421 metros, o mais longo vão tem 69 metros e sua altura é de quinze metros. A ponte tem 21 colunas.
A Ponte Mjøsa foi inaugurada em 1985.